# Фороглова къща (хотел)
 Тази статия е за хотела.  За жилищната сграда вижте Фороглова къща.  За стоата вижте Стоа „Фороглу“.
Форогловата къща (на гръцки: Μέγαρο Φόρογλου) е историческа постройка в град Солун, Гърция.

## Местоположение
Сградата е разположена на улица „Филипу“ № 9, на кръстовището с улица „Йонос Драгумис“.

## История
В морфологично отношение се характеризира към края на 30-те години на XX век. Първоначално е собственост на семейство Фороглу, собственици на едноименната стоа и едноименната къща. Обявена е за паметник на културата в 2016 година. От 2019 година е част от хотелската група „Тесалоники Хоутел ИКЕ“, която извършва и реставрационни дейности по сградата. Името на хотела е променено на „Марун Ботъл Бутик“ (Maroon Bottle Boutique).

## Архитектура
Състои се от приземен етаж и още три етажа. Простата и строго симетрична организация на фасадите, с вертикални колони от отвън и външните врати, са характерни за архитектурата на междувоенния период. Интерес представляват и отделни елементи от сградата, като еркерите с вертикални линеарни елементи, желязната входна врата с ар деко елементи. Интериорът впечатлява с двойните си дървени врати на входа на апартаментите, декоративните плочки на пода с геометрични шарки, гипсовите декорации, стълбищната клетка с естествено осветление и ергономичен дизайн, изключително декорираната входна зона, украсена с растителни мотиви, рамкирани с мазилка релефни рамки, богато украсения таван с гипсови релефни елементи и други.